# Ludovic Piette

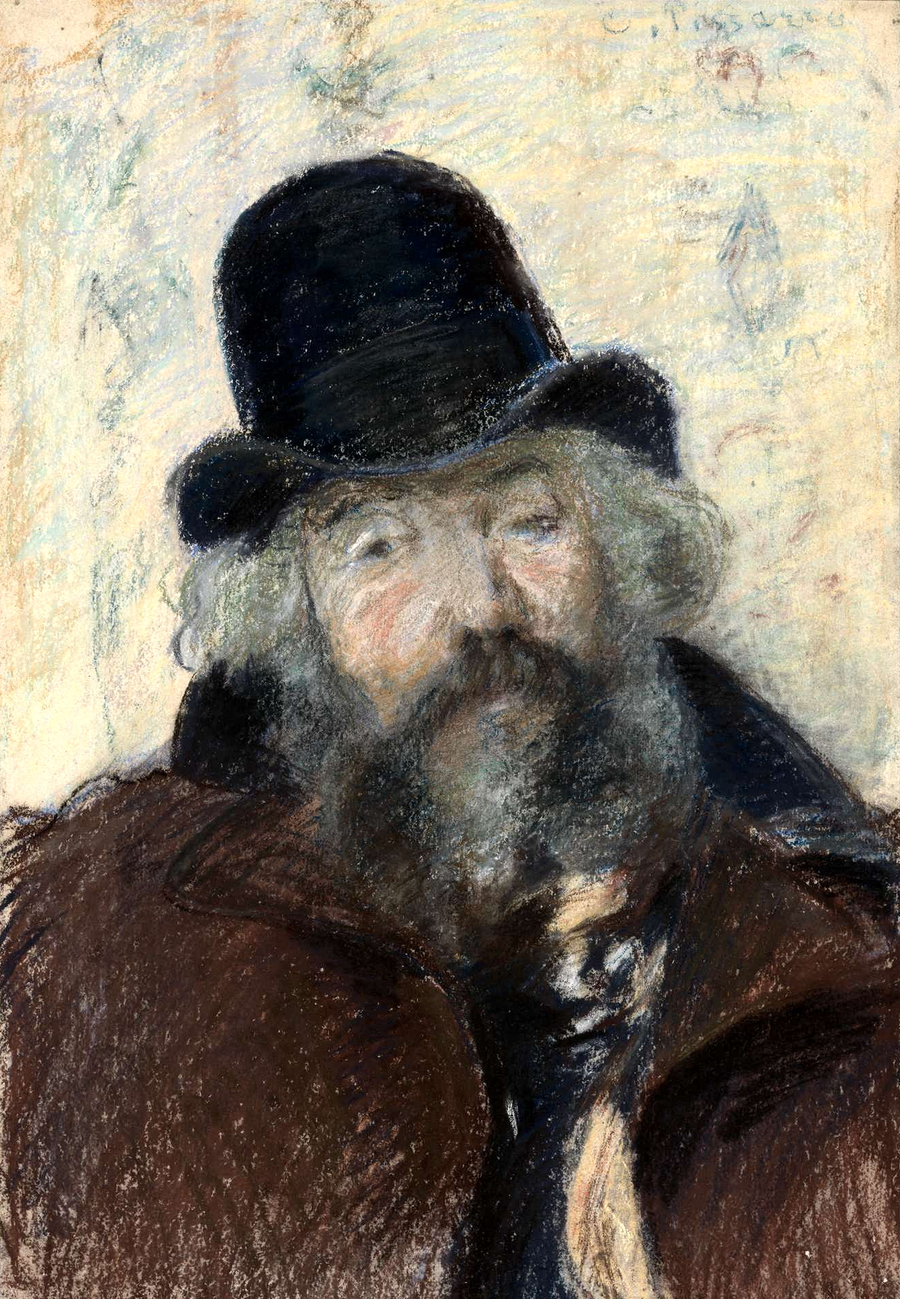
Ludovic Piette, door Pissarro.

Ludovic Piette (Niort, 11 mei 1826 - Parijs, 14 april 1878) was een Frans kunstschilder. Hij was nauw betrokken bij de vroege impressionistische beweging.

## Leven en werk
Piette kreeg zijn opleiding te Parijs in de ateliers van Isodore Pils en Thomas Couture. In de studio van Couture maakte hij kennis met Édouard Manet. Korte tijd later ontmoette hij op de Académie Suisse Camille Pissarro, met wie hij levenslang bevriend zou blijven en die van grote invloed op zijn werk zou zijn. Vanaf die tijd koos hij voor een lichter impressionistisch palet en schilderde hij vooral 'en plein air'. Hij maakte voornamelijk landschappen en stadsgezichten
Vanaf 1864 verbleef Piette om gezondheidsredenen vaak op het platteland, eerst in Bretagne te Montfoucault, later in Louveciennes en Pontoise, waar ook andere impressionistische schilders werkten, onder wie Paul Cézanne en Pissarro. In 1877 nam hij op uitnodiging van Pissarro deel aan de derde impressionistententoonstelling. Na zijn dood in 1878 organiseerde Pissarro tijdens de vierde impressionistententoonstelling in een aparte ruimte een kleine expositie van zijn werk, ter herdenking.
De correspondentie die Piette tussen 1863 en 1877 voerde met Pissarro werd na zijn dood gepubliceerd en is van groot belang geweest voor de reconstructie van de geschiedenis van het impressionisme.

## Galerie

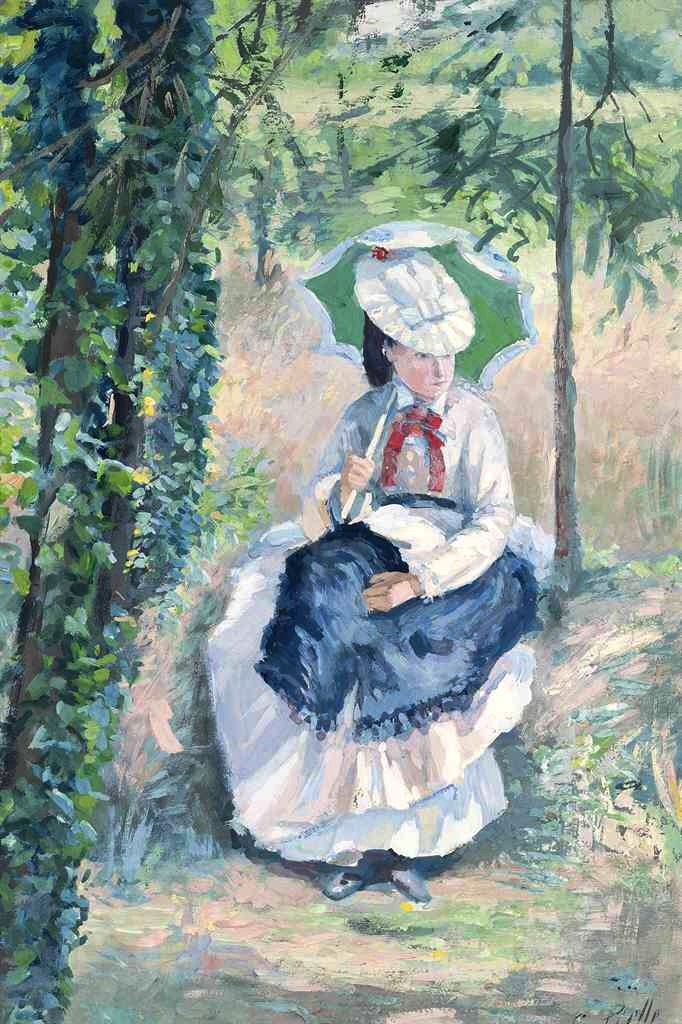
Mevrouw Piette met parasol
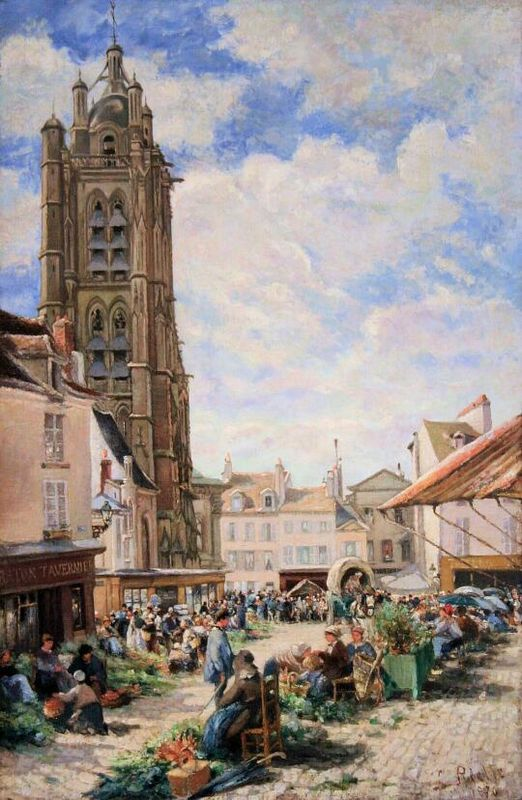
Groentemarkt op de Place du Grand Martroy
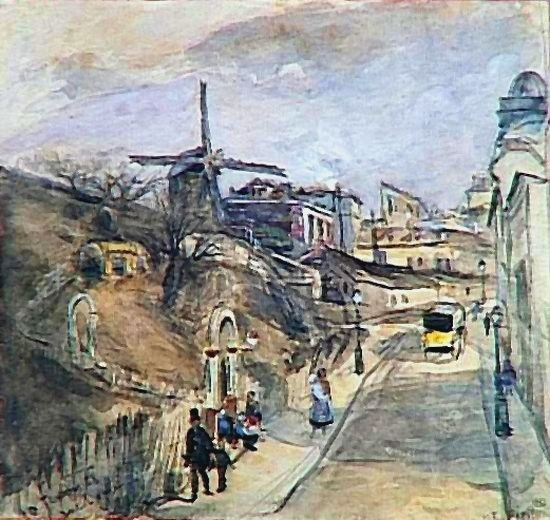
Moulin de La Galette, Louvre
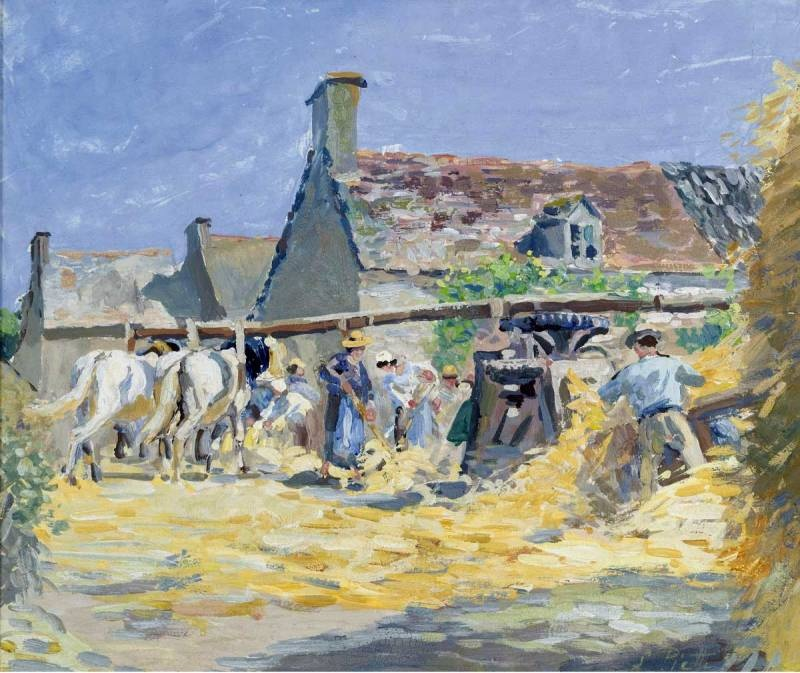
Hooien in Montfoucault
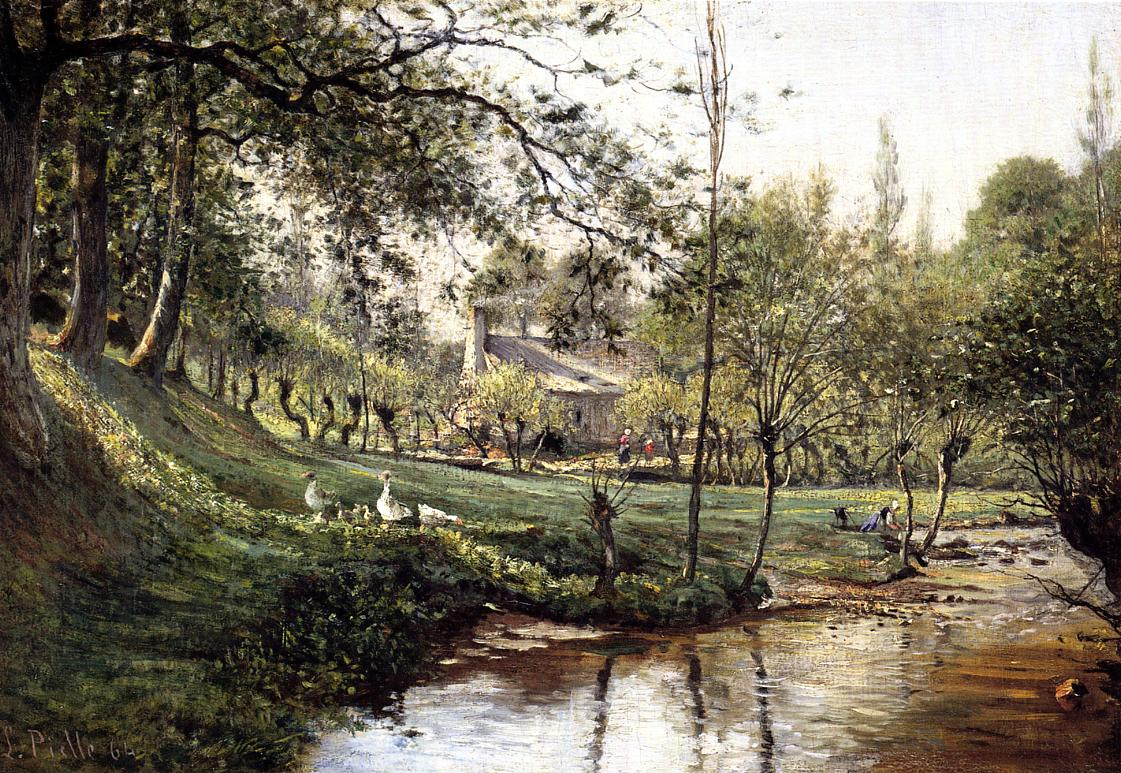
Landschap met wasvrouw
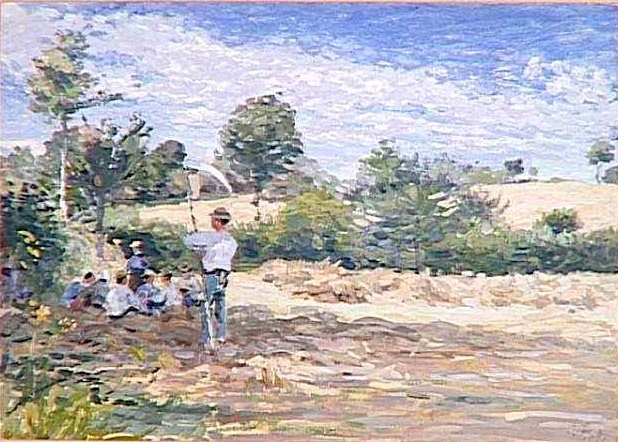
Rustende maaiers, Louvre
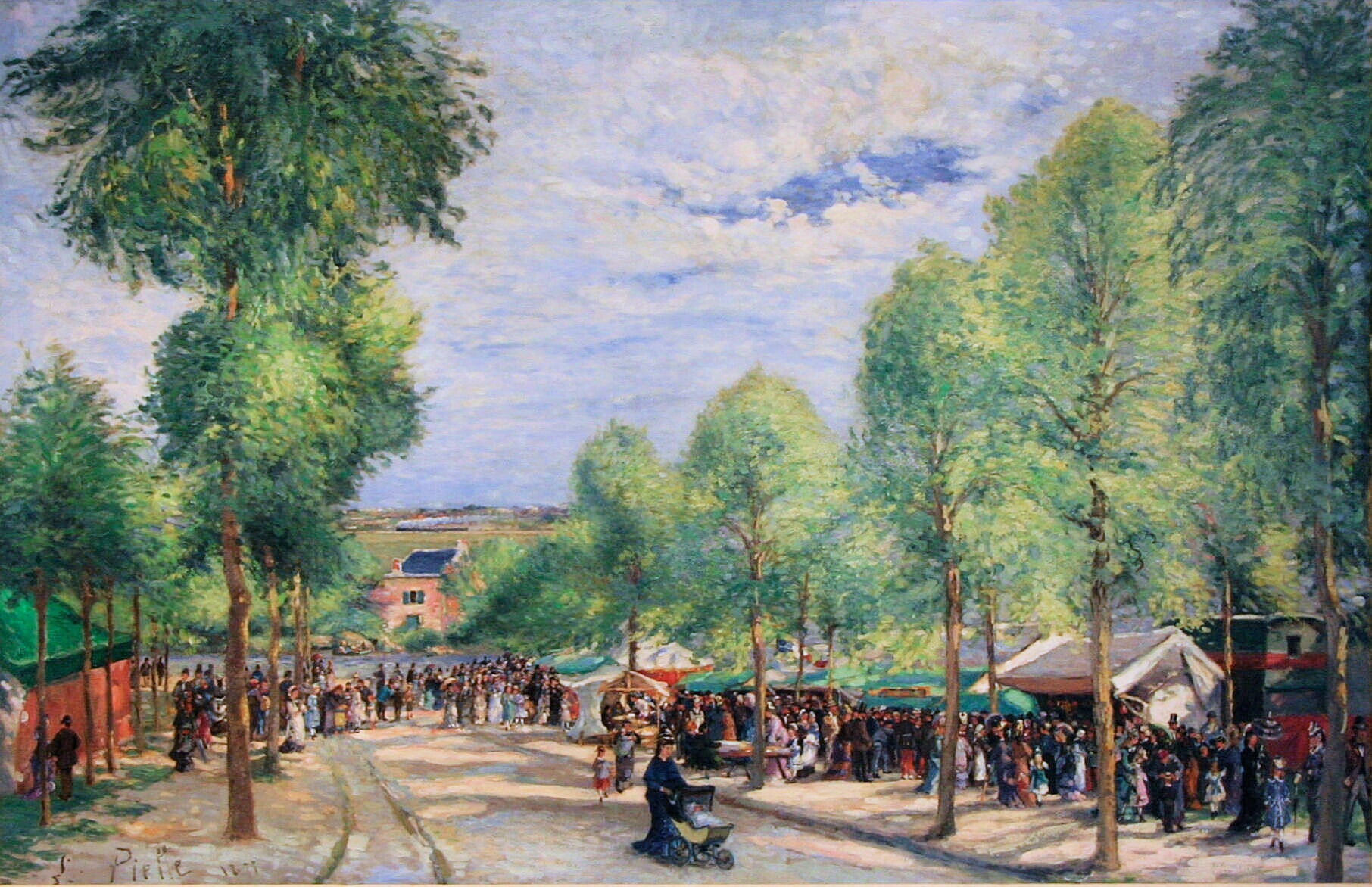
Feest, Boulevard de Fossés, Pontoise
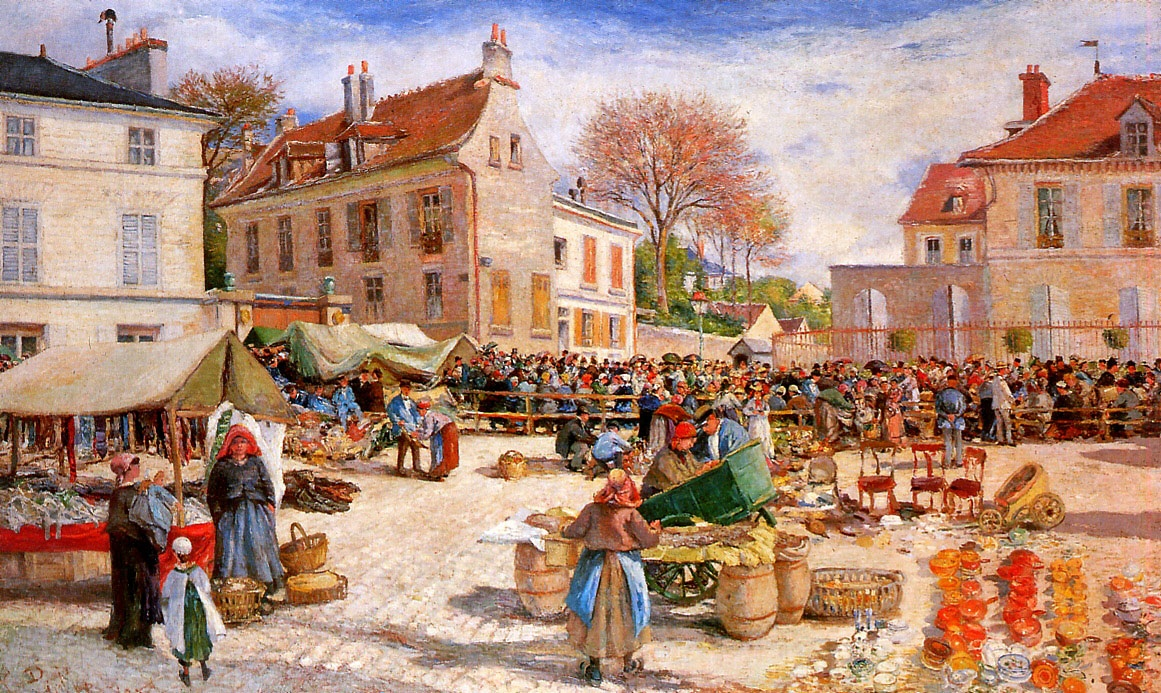
De markt voor het raadshuis in Pontoise